# Aleksej Mordašov
Aleksej Aleksandrovič Mordašov (in russo  Алексей Александрович Мордашов?; Čerepovec, 26 settembre 1965) è un imprenditore russo, miliardario, principale azionista e presidente di Severstal', un conglomerato russo con interessi nel metallo, energia e miniere. Nel 2003, Mordašov è diventato anche comproprietario di Bank Rossija.
Nel 2021 Bloomberg stimava il suo patrimonio netto in 25,8 miliardi di dollari facendolo essere il quarto uomo più ricco della Russia. Secondo Forbes, che tiene conto del patrimonio totale della famiglia, Mordašov è l'uomo più ricco della Russia con 29,1 miliardi di dollari.

## Biografia
Mordašov è figlio di genitori entrambi operai di acciaierie. Ha raccontato che la sua famiglia usava buoni di benessere che permettevano solo 200 g di burro e 400 g di salsicce al mese. Si è laureato presso l'Istituto di ingegneria-economica di Leningrado, attualmente noto come ENGECON. In seguito ha conseguito un MBA presso l'università della Northumbria di Newcastle upon Tyne, in Inghilterra, nel 2001. In un discorso agli studenti dell'Università Europea di San Pietroburgo, ha parlato della sua decisione di studiare a Leningrado piuttosto che a Mosca e del valore che i suoi studi universitari hanno giocato nella sua ricerca di lavoro e nell'eventuale percorso di carriera. Tornato a Čerepovec, iniziò la sua carriera entrando a far parte della stessa acciaieria in cui avevano lavorato i suoi genitori.
Nel 1988 è entrato a far parte dello stabilimento metallurgico di Čerepovec. Nel 1992 è diventato direttore finanziario, poco prima che la società fosse privatizzata.  Quando l'anziano direttore dello stabilimento gli ordinò di acquisire azioni per tenerle fuori dalle mani di un estraneo, formò due fondi di investimento e, acquistando azioni dei lavoratori, costruì una partecipazione importante nella fabbrica. Nel 1996 è stato nominato CEO della società. Ha continuato a costruire un conglomerato, Severstal, acquisendo acciaio, carbone e compagnie minerarie.
Nel 2004, dopo essere diventato l'anno precedente comproprietario di Rossija Bank, ha iniziato a investire in aziende siderurgiche statunitensi, acquistando società a Dearborn, MI e Columbus, MS. L'acquisizione includeva lo stabilimento Rouge di Dearborn. Ricevette un prestito dal Dipartimento dell'Energia degli Stati Uniti per rinnovare e ristrutturare gli impianti di produzione di Dearborn. Il valore del prestito, oltre 370 milioni di dollari, è stato revocato nel 2012, dopo le crescenti tensioni politiche tra Stati Uniti e Russia.
Tra il 2004 e il 2014, Mordašov e Severstal hanno investito fino a 3 miliardi di dollari negli stabilimenti di Dearborn e Columbus. Nel 2011 ha venduto una serie di attività statunitensi in Ohio, Maryland e Virginia Occidentale al Gruppo Renco, di proprietà dell'industriale Ira Rennert. Nel 2014 tutti gli investimenti statunitensi di Severstal erano stati venduti per un totale di 2,3 miliardi di dollari. La Severstal ha pianificato un progetto multimiliardario in joint venture con POSCO nell'India orientale. Dopo dieci anni in cui non ha ottenuto autorizzazioni ambientali e territoriali, la sua azienda ha rinunciato nel 2008.
Nell'autunno 2007, Mordašov ha acquistato azioni di TUI Travel. Quando aumentò la sua partecipazione al più grande azionista singolo attraverso la sua S-Group Travel, TUI Travel si espanse sotto Michael Frenzel nell'Europa orientale e in Russia nel 2008, Cina e India nel 2009, e vendette le sue partecipazioni marittime, Hapag-Lloyd AG, al Consorzio Albert Ballin nel marzo 2009. Nel 2014, deteneva una partecipazione di blocco di oltre il 25% in TUI Travel quando TUI Travel è stata assorbita da TUI Group. Nell'ottobre 2018, ha una partecipazione del 24,9% in TUI Group attraverso il suo S-Group Travel ed è nel consiglio di sorveglianza del Gruppo TUI dal 2016. 
Nel 2008, Mordašov, Surgutneftegas e Rossija Bank hanno creato il National Media Group, che ora possiede pacchetti nei canali televisivi (Fifth, First, REN TV). Nel 2011 ha acquistato il 25% delle azioni del produttore di turbine a vapore, Power Machines, da Siemens. Nel 2013, con il partner Jurij Kovalčuk, Mordašov ha acquistato il 50% di Tele2 Russia, il 4º più grande operatore di telefonia mobile del paese.
Nel 2012 ha consolidato le attività di estrazione dell'oro di Severstal in un'unica società, Nord Gold N.V. La società era quotata alla Borsa di Londra (LSE: NORD LI). Nel 2013, Nord Gold ha ottenuto una licenza per intraprendere l'esplorazione dell'oro in Siberia. Nel 2017 ha annunciato l'intenzione di rimuovere Nordgold dalla Borsa di Londra (LSE) citando la valutazione sleale come motivo. La LSE richiede che le società abbiano almeno il 25% come flottante, mentre Mordašov possiede il 91% della società. 
Eletto presidente della World Steel Association nell'ottobre 2012, nel 2011 è stato l'unico partecipante russo a una riunione del gruppo Bilderberg a Sankt Moritz, in Svizzera. Nel giugno 2013 era il quinto azionista di Rossija Bank con il 6%. Nel 2015 si è dimesso da CEO di Severstal, nominando l'ex COO Vadim Larin, al suo posto. Mordašov venne nominato presidente. I cambiamenti sono stati confermati da Severstal.

## Vita privata
Mordašov e la sua prima moglie Elena hanno un figlio, Il'ja, e hanno divorziato nel 1996. Nel 2001, è emerso in un tribunale per il divorzio di San Pietroburgo che pagava solo 620 dollari al mese per mantenere la ex moglie e il figlio. La ex moglie chiedeva invece la metà della proprietà prima del divorzio, ma ha perso la causa e ha sostenuto ingenti spese. Il caso è stato infine risolto dopo che lei lo ha portato alla Corte europea dei diritti dell'uomo.
Mordašov possiede lo yacht Lady M e un jet privato. 
Nel 2001, Mordašov ha sposato la seconda moglie, anche lei chiamata Elena, e ha avuto altri due figli: Kirill e Nikita.
Nel 2018-2019, per Kirill e Nikita è stata creata la holding KN, alla quale Mordašov ha trasferito le sue azioni in Nordgold e TUI. In questo modo, l'imprenditore sperava di trasferire l'esperienza imprenditoriale ai suoi figli. Ma nel 2021 Nikita ha perso la sua quota a causa di studi infruttuosi.
Nel 2022, l'ICIJ ha riferito che Mordašov ha trasferito la maggior parte della sua partecipazione nel conglomerato turistico TUI a una società di comodo caraibica controllata da Marina Mordašova.

## Premi e riconoscimenti
- Ordine di Aleksandr Nevskij
- Ordine d'Onore
- Ordine al merito della Repubblica italiana